# Alessia Pavese
Alessia Pavese (* 15. Juli 1998 in Alzano Lombardo) ist eine italienische Leichtathletin, die sich auf den Sprint spezialisiert hat. 2022 gewann sie mit der italienischen 4-mal-100-Meter-Staffel die Bronzemedaille bei den Europameisterschaften in München.

## Sportliche Laufbahn
Erste Erfahrungen bei internationalen Meisterschaften sammelte Alessia Pavese im Jahr 2015, als sie bei den Jugendweltmeisterschaften in Cali in 23,86 s den siebten Platz im 200-Meter-Lauf. 2017 schied sie bei den U20-Europameisterschaften in Grosseto mit 24,62 s im Vorlauf aus und im Jahr darauf belegte sie bei den U23-Mittelmeer-Meisterschaften in Jesolo in 24,24 s den fünften Platz. 2019 schied sie bei den U23-Europameisterschaften in Gävle mit 24,99 s im Halbfinale aus. 2022 startete sie mit der italienischen 4-mal-100-Meter-Staffel bei den Europameisterschaften in München und gewann dort in 42,84 s gemeinsam mit Zaynab Dosso, Dalia Kaddari und Anna Bongiorni die Bronzemedaille hinter den Teams aus Deutschland und Polen. Im Jahr darauf belegte sie bei den Weltmeisterschaften in Budapest in 42,49 s den vierten Platz.
2020 wurde Pavese italienische Meisterin in der 4-mal-100-Meter-Staffel.

## Persönlichkeiten Bestleistungen
- 100 Meter: 11,35 s (+1,0 m/s), 22. Juli 2023 in Triest
  - 60 Meter (Halle): 7,47 s, 30. Januar 2022 in Ancona
- 200 Meter: 23,44 s (0,0 m/s), 14. Mai 2023 in Mailand
  - 200 Meter (Halle): 24,60 s, 16. Februar 2014 in Ancona